# Kabaret Jama Michalika

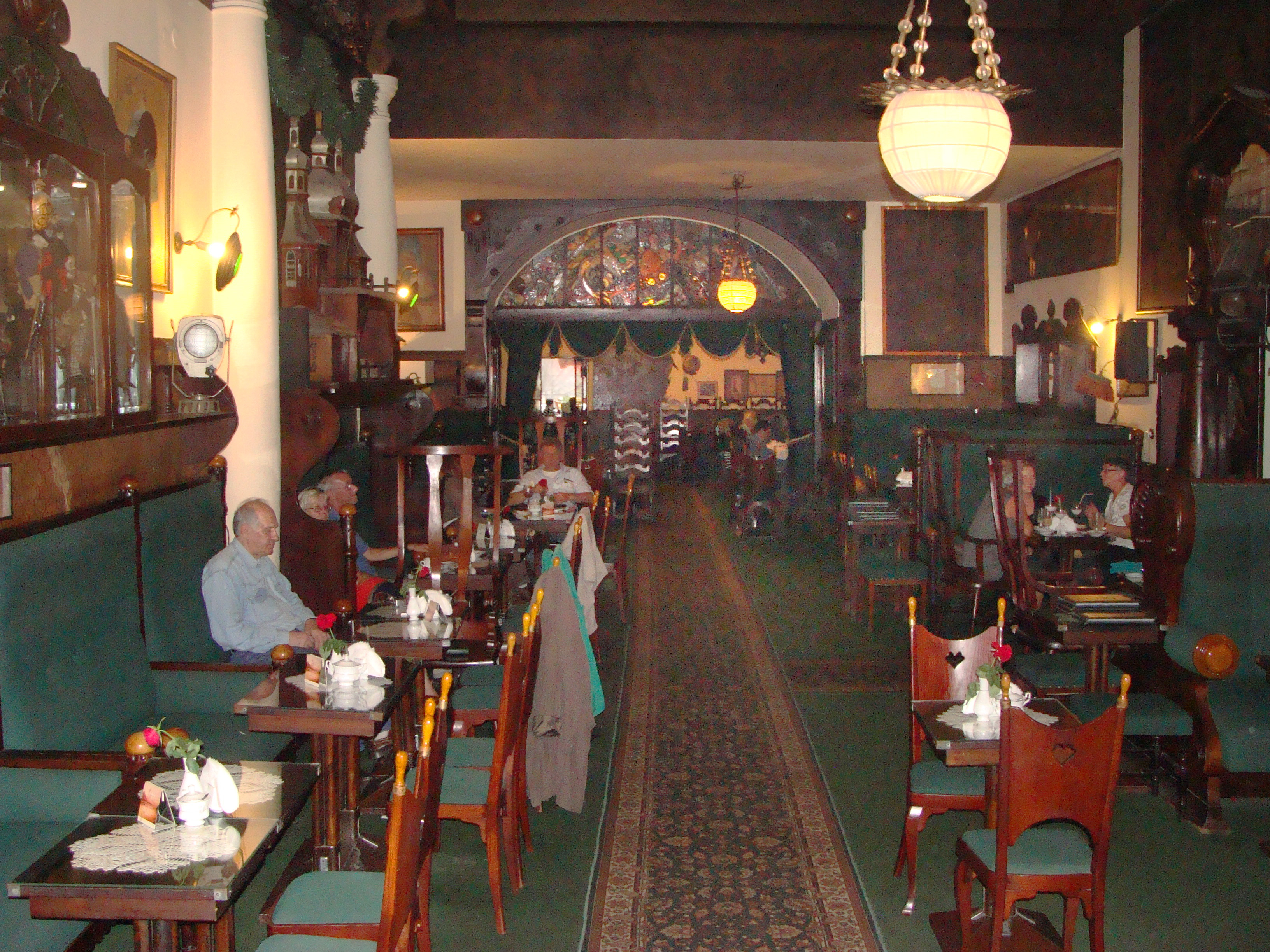
Wnętrze Jamy Michalika

Jama Michalika – kabaret literacko-artystyczny działający w Krakowie w latach 1960−1990, w kawiarni „Jama Michalika” przy ul. Floriańskiej 45, nawiązujący do tradycji kabaretu Zielony Balonik. Pomysłodawcami, założycielami i autorami byli prozaik i scenarzysta Tadeusz Kwiatkowski, dziennikarz i satyryk Bruno Miecugow oraz dziennikarz radiowy Jacek Stwora. Twórcy kabaretu zdecydowali się na formę satyry politycznej i zachowanie formuły szopki, czyli podkładania nowych tekstów pod znane i popularne melodie. Kabaret opierał się na słowie i aluzjach. Współtwórcą programów kabaretowych i ich stałym wykonawcą był akompaniator Lesław Lic.

## Próby odrodzenia szopki politycznej
W grudniu 1959 ówczesny dyrektor krakowskiej rozgłośni Polskiego Radia Jacek Stwora złożył dziennikarzowi i satyrykowi Brunonowi Miecugowowi oraz prozaikowi i scenarzyście Tadeuszowi Kwiatkowskiemu propozycję wspólnego napisania i przygotowania w formie audycji sylwestrowej szopki politycznej. Audycja została sprawnie przygotowana, po czym dwukrotnie wyemitowana na antenie radia. Autorzy, zachęceni dobrym przyjęciem szopki przez słuchaczy, postanowili rozbudować tekst o nowe piosenki i wykorzystać pomysł na  estradzie. Ówczesny lokalny monopolista tego typu imprez – Estrada Krakowska – obawiał się zbyt dużego ryzyka finansowego i odmówił organizowania takich występów. Zgodę natomiast wyraził dyrektor PSS „Społem” i zaoferował lokalizację przedsięwzięcia w użytkowanym przez spółdzielnię lokalu przy ul. Floriańskiej, gdzie przez lata funkcjonowała Cukiernia Lwowska Jana Michalika zwana Jamą Michalika. Pierwszy spektakl zatytułowany „A to ci szopa” odbył się 30 stycznia 1960, a sam kabaret został przez twórców nazwany w sposób nawiązujący do lokalu i wcześniejszych tradycji miejsca: Jama Michalika. Program został wystawiony dwudziestokrotnie, a jako „szopka” został zdjęty z afisza wraz z nadejściem Wielkanocy.

## Kolejne programy
Twórcy byli jednak zdecydowani na przygotowanie nowych spektakli i szybko opracowali kolejny program, złożony z dwudziestu popularnych w dwudziestoleciu międzywojennym piosenek przeplatanych dowcipną konferansjerką. Sale lokalu były zapełnione. W międzyczasie autorzy opracowali kolejny program, przedstawiający w żartobliwej formie historię Polski. Program „A to ci historia”, zawierający dużo aluzji i odniesień politycznych, został entuzjastycznie przyjęty przez publiczność. Zyskał dobre recenzje, a bilety były wyprzedawane na dwa tygodnie do przodu. Program wystawiano trzy razy w tygodniu. Kabaret zyskiwał coraz większą renomę. Później przyszedł czas na kolejny program „Kraków nocą”, będący humorystycznym przewodnikiem po mieście. Na początku 1963 wystawiono program „A to ci wesele”. Został on pokazany publiczności 385 razy.
W dwudziestą rocznicę powstania PRL powstał program „Dwudziestolatka z przeszłością”, a kolejny po nim „A to ci raj” nawiązywał do biblijnej historii przejścia przez Mojżesza przez Morze Czerwone. „Trędowaty” (1967) odwoływał się do słynnej powieści Heleny Mniszkówny, ale historia była odwrócona. Córka partyjnego działacza zakochała się w synu hrabiego, ale działacz robotniczy uważał taki ewentualny związek za mezalians. Przedstawienie było wystawiane przez cztery lata. Na setną rocznicę urodzin Tadeusza Boya-Żeleńskiego przygotowano program „Boyowym szlakiem”. Później był „De revolutionibus” – nawiązujący do osoby Mikołaja Kopernika, a w 1978 zaprezentowano program „Diabli nadali”, który był wystawiany do wybuchu stanu wojennego w grudniu 1981.

## Zespół kabaretu
Do pierwszego składu kabaretu należeli: Alicja Kamińska, Halina Kwiatkowska, Marta Stebnicka, Wiktor Sadecki, Kazimierz Witkiewicz, Zbigniew Wójcik i Lesław Lic. Później dołączyli: Marian Cebulski, Julian Jabczyński (zastąpił Kazimierza Witkiewicza) i Marek Walczewski (zastąpił zmarłego Zbigniewa Wójcika), a także Anna Seniuk, Teresa Budzisz-Krzyżanowska, Henryk Matwiszyn, Monika Niemczyk, Tadeusz Huk, Agnieszka Mandat i Marian Dziędziel. W końcowym okresie funkcjonowania kabaretu w skład weszli też: Marzena Trybała, Grażyna Trela, Małgorzata Krzysica i Tadeusz Zięba. 

## Spektakle
Kabaret działał nieprzerwanie do 1981, dając 11 premier i występując około 2500 razy. Największą popularnością cieszył się program „Trędowaty” odwołujący się do słynnej powieści Heleny Mniszkówny. Od 1967 do 1971 był wystawiony 575 razy. W okresie funkcjonowania kabaretu (30 lat, z 4-letnią przerwą zapoczątkowaną przez stan wojenny) powstało trzynaście spektakli:
- A to ci szopa (1960),
- Szlagierowy program (1960),
- A to ci historia (1960),
- Kraków nocą (1961),
- A to ci wesele (1963),
- 20-latka z przeszłością (1964),
- A to ci raj (1965),
- Trędowaty (1967),
- Boyowym szlakiem (1973),
- De revolutionibus (1974),
- Diabli nadali (1978),
- Wesele 85 (A to ci wesele) (1985),
- Odnowa od nowa (1990).

Kabaret cieszył się ogromnym powodzeniem i niektóre programy miały kilkaset przedstawień, co jest swoistym rekordem w tej dziedzinie rozrywki artystycznej. W kwietniu 1990 kabaret zaprezentował pożegnalne przedstawienie pt. Odnowa od nowa. Kabaret Jama Michalika pozostawał wierny programowi kabaretu literacko-politycznego adresowanego głównie do inteligencji; wyróżnikiem Jamy Michalika była zasada komponowania programów wokół jednego tematu i dbałość o wysoki poziom wykonawczy.